# Nuclear Spectroscopic Telescope Array
A Nuclear Spectroscopic Telescope Array (angolul: Nukleáris spektroszkóp-távcső rács, rövidítve NuSTAR) csillagászati műhold, a NASA Small Explorer Programjának 11. tagja. A kemény röntgensugárzás (a röntgen-tartomány nagyobb energiájú, a gamma-sugárzáshoz közelebbi része) tartományában (az XMM-Newton és a Chandra űrtávcső által megfigyeltnél nagyobb energián) ez az első, közvetlen képalkotásra alkalmas műhold. Elődje a léggömb fedélzetéről, nagy magasságból üzemelő High Energy Focusing Telescope távcső volt. Fő feladata a szupermasszív fekete lyukak vizsgálata, az elemi részecskék gyorsulásának tanulmányozása aktív galaxisokban, valamint a Tejútrendszerben lévő fiatal szupernóva-maradványok radioaktív izotóp-arányainak feltérképezése. Nagyjából 100-szor élesebb képet ad, mint a korábbi röntgentávcsövek.
Különösen érdekes a titán-44 izotóp eloszlásának vizsgálata. Ez az izotóp nukleáris fúzió során keletkezik, megfelelő energia, nyomás és alapanyagok jelenlétében. Az összeomló csillag belsejében ezek a feltételek egy bizonyos mélységben állnak elő. Ennek a mélységnek az értéke kritikus a folyamat szempontjából. E mélység alatt a gravitáció mindent összeroppant és fekete lyuk keletkezik. Az e mélység fölött lévő anyag a robbanásban szétsugárzódik. A titán-44 épp ebben a mélységben van.
Így a szupernóva-maradványokban a titán-44 eloszlása sokat elárul magáról a folyamatról. A titán-44 radioaktív, bomlása során fotonok keletkeznek, melyek energiája 68 keV.

## Műszerek
- Röntgenoptika: A röntgensugarakat nem lehet üvegből készült, hagyományos lencsékkel fókuszálni, mert a röntgensugarak inkább elnyelődnek az üvegben, mintsem továbbhaladnak benne, ezért a fókuszálást az ún. „Wolter Type I” (vagy Wolter-I) típusú, visszaverő optikával oldják meg (a Wolter-I a nevét Hans Wolter(wd) német fizikusról kapta, aki 1952-ben eredetileg röntgenmikroszkópnak tervezte meg). Az eljárás lényege, hogy az optikai felületek majdnem párhuzamosak a beérkező röntgensugarakkal, így azok visszaverődnek róluk, ahelyett, hogy elnyelődnének. A felületek első része parabola, a második rész hiperbola alakú. Legnagyobb  észlelhető energia: 79 keV (összehasonlításként a Chandra esetén ez 15 keV).
- Kihúzható rács: A program szűkebb költségvetése és a fellövéskor rendelkezésre álló 2 m-es távolság szükségessé teszi, hogy a röntgentávcső teljes, 10 m-es hossza csak a Föld körüli pályára állás után álljon elő. Ennek érdekében egy speciális rácsot szerkesztettek, amihez hasonlót már az Endeavour űrrepülőgép 2000 februári küldetésekor (STS-99) is alkalmaztak. Kinyitása után a precíziós beállítását egy mechanizmus végzi, amihez két lézert és három fényérzékelő detektort használnak. Ezek mérései nélkül a kapott kép homályosabb lenne.  (Az XMM-Newton és a Chandra űrtávcső már a földön a szükséges 10 m-es fókusztávolsággal épültek meg).
- 2 db CdZnTe érzékelő: A kadmium-cink-tellúr érzékelők egyenként 4 db 32×32 pixeles detektorelemből állnak. Képeiket a földi berendezések egyesítik.[3]

## Külső hivatkozások
- The NuSTAR Mission (angol nyelven). (Hozzáférés: 2012. június 16.)